# Free Radio Network
Free Radio Network (FRN, бывшая eQSO) — клиент-серверная система для объединения радиостанций в сеть ретрансляторов. Разработана радиолюбителями Эдвином Артсом (PA7FRN) и Роди Корттоутом (PD2RVK / NL13663) из Нидерландов как некая упрощённая альтернатива радиосистеме EchoLink. В отличие от EchoLink, в системе FRN не требуется наличия официального позывного сигнала опознавания любительской службы (радиолюбительского позывного), что даёт возможность использовать систему FRN для объединения радиостанций в диапазонах CB, PMR, LPD, FRS и подобных, не требующих обязательной регистрации аппаратуры и пользователей в государственных органах при ограничениях, определяемых национальным или местным законодательством. Используется в работе голландской радиолюбительской аварийной службой DARES.
Программы-клиенты Free Radio Network используют только исходящие TCP-соединения к серверу, что существенно упрощает сетевые настройки и расширяет варианты использования, так как для клиента не требуется настройки перенаправления портов, что допускает нормальную работу клиента за межсетевыми экранами.
Существуют также множество свободных реализаций сервера и клиента FRN, позволяющие использовать его на таких устройствах, как, например, Raspberry Pi.
Из-за постоянно повторяющихся многочисленных сбоев оригинального сервера мониторинга FRN (Systemmanager) независимые разработчики задумались о будущем сети FRN. В 2016 году они разработали альтернативный сервер мониторинга на Java чтобы обеспечить бесперебойную работу сети в случае новых отказов работы системного менеджера. Благодаря своей собственной базе данных этот альтернативный менеджер может работать независимо от основного сервера мониторинга, но его использование создаёт изолированное пространство, что приводит к необходимости регистрации пользователей и серверов в этой системе заново.
Благодаря поддержке разработчиков оригинального программного обеспечения, которые предоставили интерфейс для синхронизации баз данных на своём сервере, теперь можно использовать альтернативные системные менеджеры без необходимости повторной регистрации, но при этом пользователи и серверы отображаются только в списках непосредственного сервера, к которому они подключены.